# Зазовка
Зазовка (біл. Зазоўка) — персонаж білоруської мітології, лісовий дух, що завжди постає у вигляді прекрасної дівчини, яка в теплу пору року живе в глибокій лісовій гущавині, а на зиму зникає. Зазовка постійно заманює до себе чоловіків і навіть зовсім юних хлопців, які вважають за краще залишитися з нею і більше ніколи не повертаються додому.

## Опис
Зазовка це лісовий дух, що в теплу пору року живе в глибокій лісовій гущавині, а на зиму зникає. По деякім легендам — вона перетворюється на прекрасного лебедя й відлітає у вирій, до настання літньої пори. Найчастіше постає у вигляді прекрасної молодої дівчини, з надзвичайно привабливою зовнішністю, розкішним довгим русявим волоссям, довгими красивими ногами та повністю оголеним тілом. Вона володіє приголомшливим, чарівним, чистим та мелодійним голосом. Зазовка постійно викрадає чоловіків і навіть зовсім юних хлопців. Як тільки вона показується якомусь чоловікові, то він, не дивлячись на всі застереження, як зачарований йде за нею, а вона — все далі й далі затягує його в глиб непрохідного лісу красою свого тіла і мелодійністю голосу, то зникаючи то з'являючись перед ним під звук свого доброго сміху. Коли вони доходять до її хатинки — вона довго і ненаситно розважається з вибраним чоловіком, як не може жодна інша жінка. Мало хто повертається додому після зустрічі з нею — деякі тонуть в болотах, а деякі зовсім не бажають повертатися, але ті хто все ж повертається, як не бажають — ніколи не можуть забути про лісового духа й постійно намагаються повернутися до неї, але в більшості випадків — їх тіла потім знаходять в тому ж лісі повішеними, адже мало кого Зазовка може прийняти двічі та вони, не витримуючи неможливості повернутися до неї — закінчують життя самогубством.